# Bobrynec'
Bobrynec' (in ucraino Бобринець?) è una città  dell'Ucraina (10 396 abitanti) situata nel distretto di Kropyvnyc'kyj, nell'oblast' di Kirovohrad. Ospita l'amministrazione della comunità territoriale di Bobrynec', una delle comunità territoriali dell'Ucraina.
Fino al 18 luglio 2020 Bobrynec' è stata il centro amministrativo del distretto di Bobrynec', abolito come parte della riforma amministrativa dell'Ucraina, che ha ridotto a quattro il numero dei distretti dell'oblast' di Kirovohrad. L'area del distretto di Bobrynec' è stata fusa nel distretto di Kropyvnyc'kyj.